# Броніславка (Пулавський повіт)
Броніславка (пол. Bronisławka) — село в Польщі, у гміні Курув Пулавського повіту Люблінського воєводства.
Населення — 177 осіб (2011).
У 1975—1998 роках село належало до Люблінського воєводства.

## Демографія
Демографічна структура станом на 31 березня 2011 року:
|          | Загалом | Допрацездатний вік | Працездатний вік | Постпрацездатний вік |
| -------- | ------- | ------------------ | ---------------- | -------------------- |
| Чоловіки | 87      | 19                 | 54               | 14                   |
| Жінки    | 90      | 13                 | 51               | 26                   |
| Разом    | 177     | 32                 | 105              | 40                   |